# Чудесата (филм)
Чудесата (на италиански: Le meraviglie) е италиански драматичен филм от 2014 година на режисьорката Алѝче Рорвахер. Филмът прави дебюта си на кинофестивала в Кан през 2014 г., където печели и голямата награда на журито - Гранд При.
Освен това е сред номинираните за Златна палма.

## Сюжет
Филмът разглежда живота на многодетно семейство в Италия, което се занимава с пчеларство. Семейството приема немско момче по програма за рехабилитация и решава да участва в телевизионно предаване с цел да спечели голяма парична награда. Водещ на предаването е Мили Катена (Моника Белучи).